# Solocal
Solocal é uma empresa especializada em publicidade, comunicação e marketing digital para empresas locais. Também oferece serviços de pesquisa e intermediação entre pessoas físicas e profissionais. É um dos grupos europeus líderes em receitas de publicidade na Internet. A Solocal está listada na Bolsa de Paris.